# Беатрикса Сицилијанска
Беатрикс од Сицилије или Беатрис ди Сицилија (Палермо, 1260 – Маркизат од Салуца, 1307) била је сицилијанска принцеза. Године 1296. постала је маркиза супруга Салуца.
Беатрикс је била ћерка краља Манфреда Хоенштауфена од Сицилије и његове жене краљице Хелене Анђел Дука. После битке код Беневента, 26. фебруара 1266. године, и смрти њеног оца, Беатрикс је заједно са породицом затворена у Напуљу. После 1271. године, пренета је у Напуљ. Беатрикс је повратила слободу тек 1284. године, после битке код Напуљског залива, захваљујући Роџеру од Лаурије.
Године 1286. Беатрикс се удала за Манфреда IV, сина Томаса I, маркиза од Салуца. Године 1296, након смрти њеног свекра, постала је супруга маркиза Салуца.
Беатрикс је умрла 1307. године.

## Деца:
Маркиза Беатрикс и маркиз Манфред IV од Салуца, су имали двоје деце:
- Фридрих I од Салуца.
- Катарина од Салуца. Удата за Вилијама Енгану, господара Тегленице.